# بحيرة بلاسيد (فلم)
بحيرة بلاسيد (بالإنجليزية: Lake Placid) هو فيلم رعب أمريكي من تأليف ديفيد إي. كيلي وإخراج ستيف مينر ومن بطولة بيل بولمان، بريجيت فوندا، أوليفر بلات، برندان غليسون وبيتي وايت، صدر الفيلم في 16 يوليو 1999.

## روابط خارجية
- مقالات تستعمل روابط فنية بلا صلة مع ويكي بيانات